# J9 엔터테인먼트의 음반
이 문서는 J9 엔터테인먼트에서 발매한 음반 목록이다.

## 2020년대
- 2020년 2월 4일 시그니처 - [Digital Single] Nun Nu Nan Na
- 2020년 4월 7일 시그니처 - [Digital Single] ASSA
- 2020년 9월 22일 시그니처 - Listen and Speak
- 2020년 12월 22일 시그니처 - 제발 그 남자 만나지 마요 OST Part.5
- 2021년 11월 30일 시그니처 - Dear Diary Moment
- 2022년 12월 7일 윤하,이석훈,시그니처,CIX,EPEX - [Digital Single] 2022 C9 Christmas
- 2023년 1월 17일 시그니처 - My Little Aurora
- 2023년 8월 29일 시그니처 - 그 해 여름의 우리
- 2024년 6월 10일 시그니처 - Sweetie but Saltie
- 2024년 7월 30일 지원 - [Digital Single] 바다 가자